# Senado de Trinidad y Tobago
El Senado es la cámara alta, que junto al Cámara de Representantes conforman al Parlamento de Trinidad y Tobago que es el órgano que ostenta el poder legislativo del país.

## Sistema de designación
El Senado consta de 31 escaños completamente designados por el presidente de la República después de cada elección general. La distribución es a razón de 16 escaños, una mayoría absoluta, son designados en acuerdo con el primer ministro electo, mientras que 6 corresponden al líder de la oposición parlamentaria, y los 9 restantes son independientes designados a discreción del presidente, debiendo ser personas destacadas, quienes representan a otros sectores de la sociedad civil. Es encabezado por un presidente que es elegido entre los Senadores que no sean ministros o secretarios parlamentarios. Para ser senador es necesario ser ciudadano trinitense de al menos veinticinco años.

## Edificio del Parlamento
Actualmente realiza sus sesiones en la Torre D, Centro Internacional de la Costanera en Puerto España debido a que la sede oficial, la Casa Roja, está en proceso de restauración.